# Aksel Madsen
Aksel Christian Dalgaard Madsen (29. juli 1899 i Nykøbing Mors-15. december 1988 i Herlev) var en dansk atlet (løber).
Aksel Madsen, som var medlem af AIK Vejgård og AIK Aalborg, blev dansk mester på maraton 1930 og deltog i maratonløbet ved OL 1928 i Amsterdam hvor han ikke kom i mål.

## Danske mesterskaber
- Guld 1930 Maraton 2,55,45